# Žehrovka
Žehrovka je říčka v Královéhradeckém (okres Jičín), Libereckém (okres Semily) a Středočeském kraji (okres Mladá Boleslav), levostranný přítok řeky Jizery. Délka toku je 26,3 km. Plocha povodí měří 96,1 km².

## Charakteristika

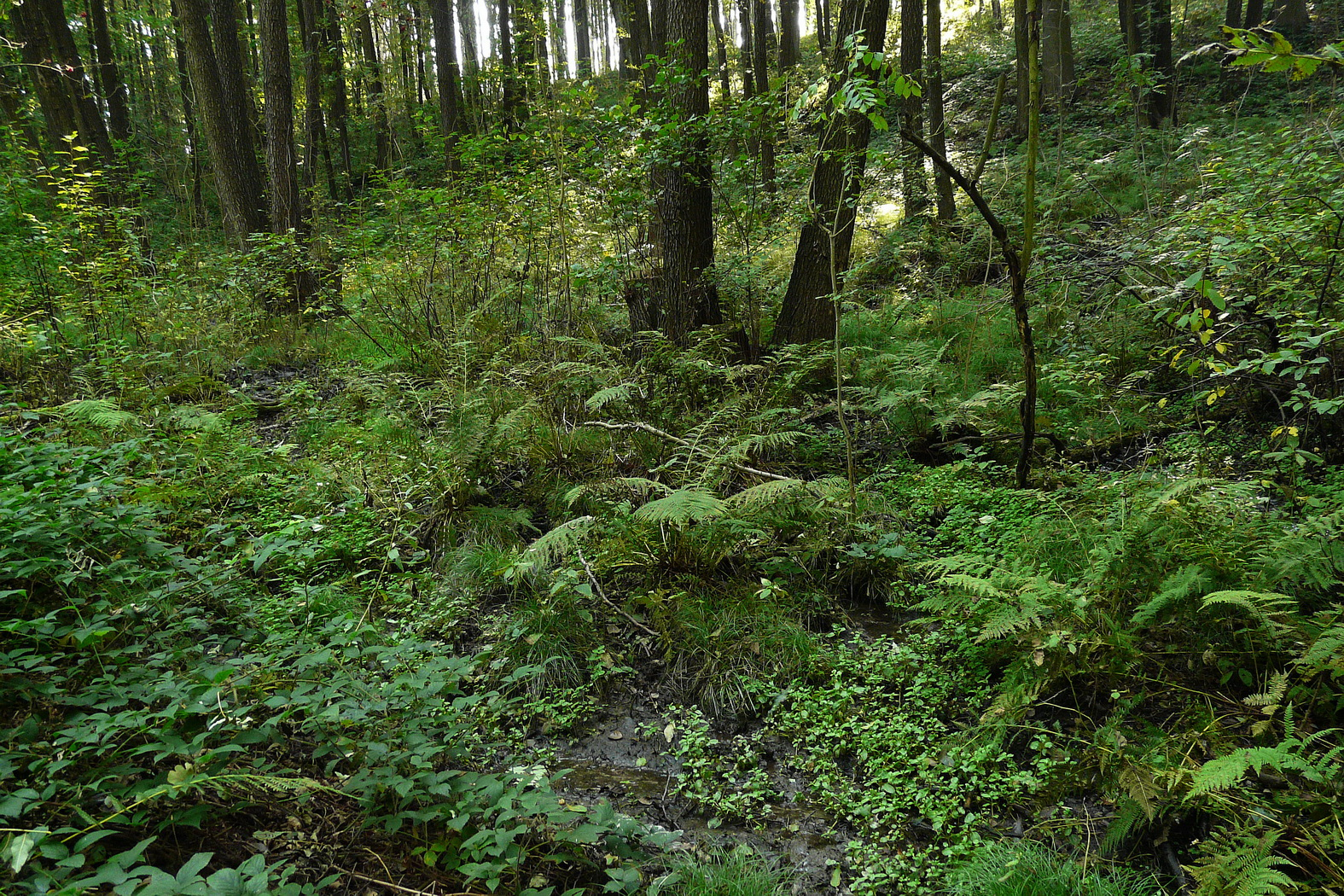
Prameniště Žehrovky u Zajakur

Romantické údolí Žehrovky je lemované skalami a je jedním z přírodně nejcennějších území celé CHKO Český ráj. Žehrovka je významným tokem Českého ráje.

## Pramen
Pramen Žehrovky je poněkud sporný. Podle oficiálních a stěžejních údajů a podkladů HEIS VÚV a Povodí Labe s.p., Žehrovka pramení v Zajakurech, v mělkém údolí v okolí silnice (na druhém rameni je malá pramenná nádrž). Jiné zdroje (zřejmě dle nepřesných turistických podkladů) udávají pramen ve střední části Prachovských skal (tok nad lesním koupalištěm Pelíšek, jím protékající).

## Průběh toku

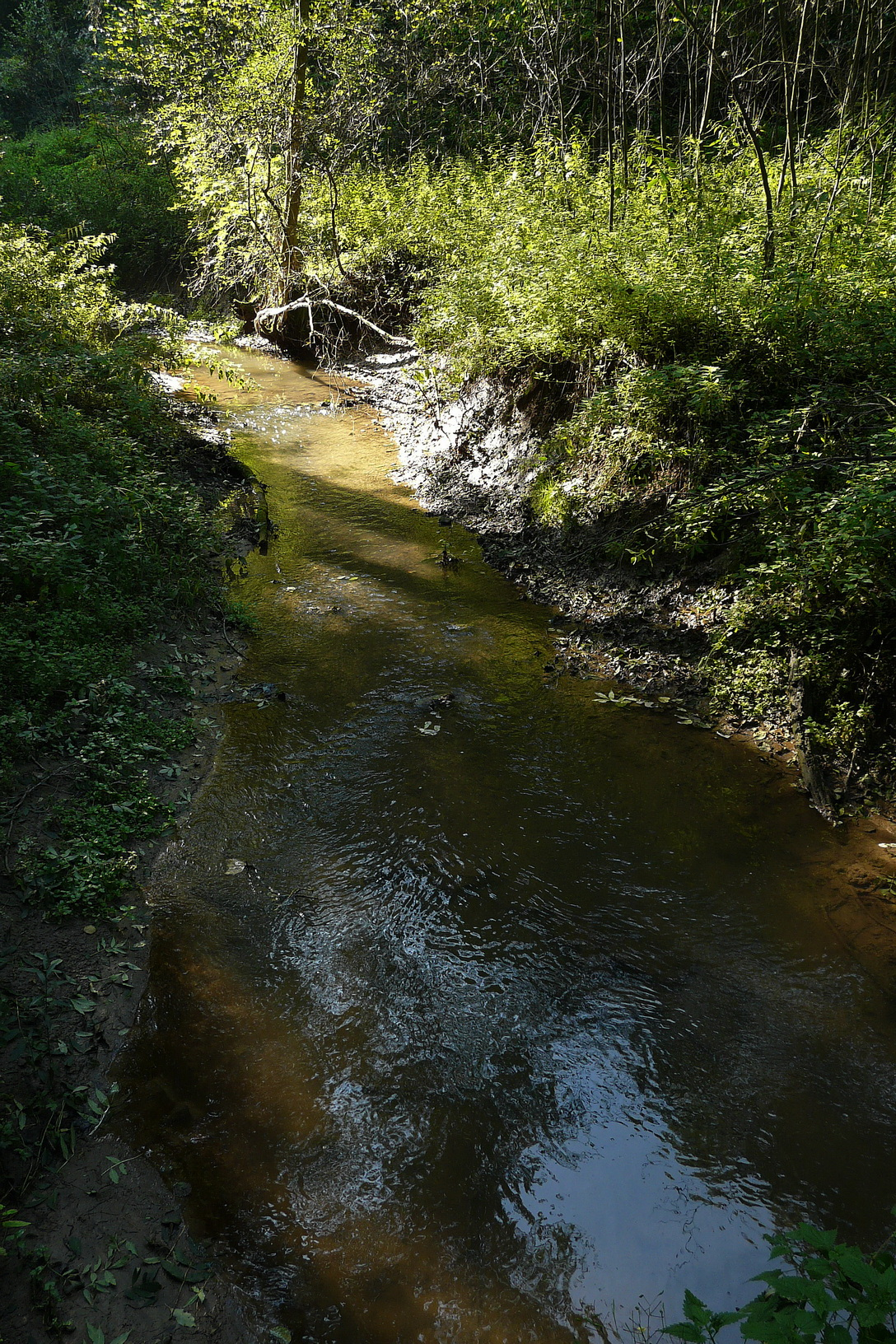
Žehrovka u Mladějova

### Horní tok

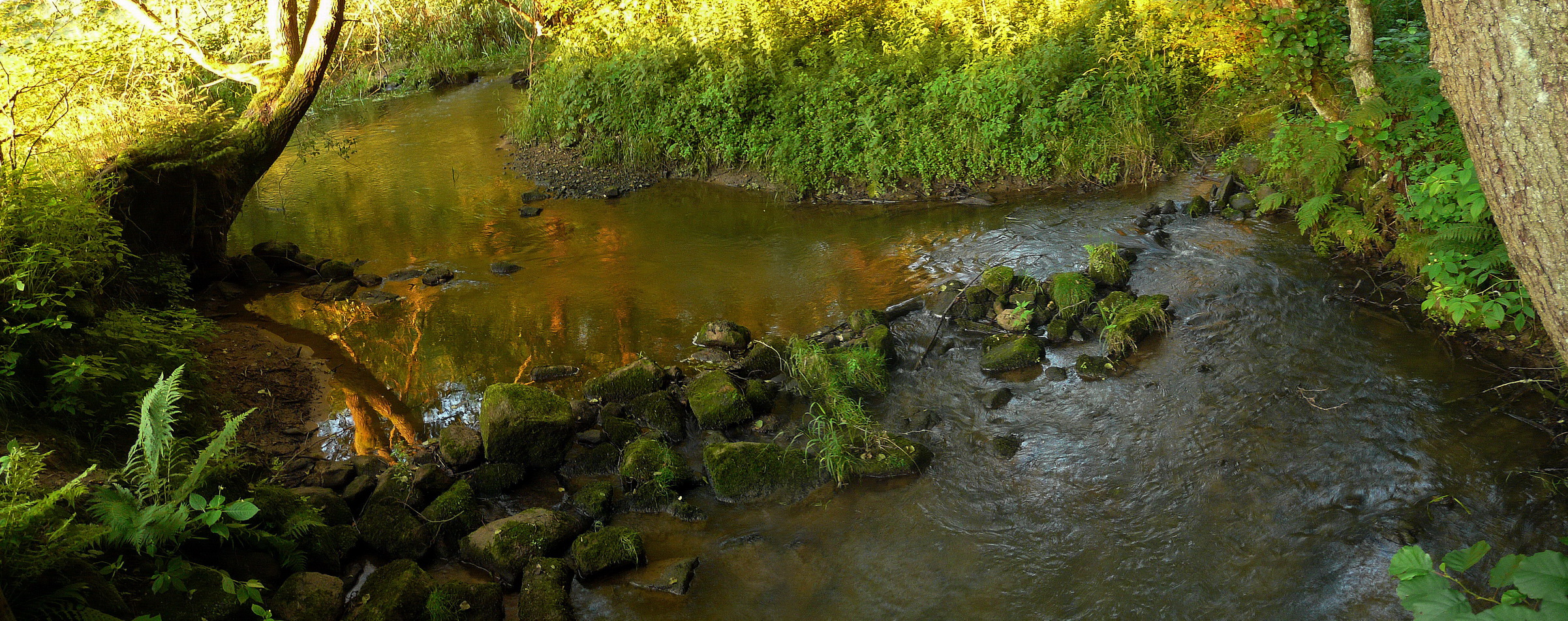
Žehrovka u Podlažan

Tok Žehrovky z oficiálního prameniště dále směřuje zhruba k SV, přijímá tři krátké přítoky z obou stran a podtéká silnici I/16. Dále teče přes sídla Samšina, Všeliby a Betlem (v tomto úseku přijímá několik krátkých přítoků z obou stran) až do Zámostí), kde se stáčí k SZ, přijímá zprava významný přítok (sporné pramenné rameno) a vstupuje do CHKO Český ráj. Za Zámostím přijímá zprava další významný přítok (napájí rybník Pařez), zleva u Hubojed přítok Cýrka a pokračuje k Mladějovu (od Všelib po Mladějov je jediný úsek Žehrovky bez jakéhokoli okolního porostu), kde se znovu otáčí k SV kolem vrchu Hrádek a vtéká nadlouho do zahlubujícího se údolí. Na SV Mladějova přijímá zprava dva přítoky (na prvním leží bezejmenný rybník). Na západě Střelče, pod silnicí II/281 (úsek Mladějov–Hrdoňovice), mění Žehrovka směr zhruba na SZ a tímto směrem protéká v podstatě celým zbývajícím (a podstatným) územím Českého ráje.

### Střední tok

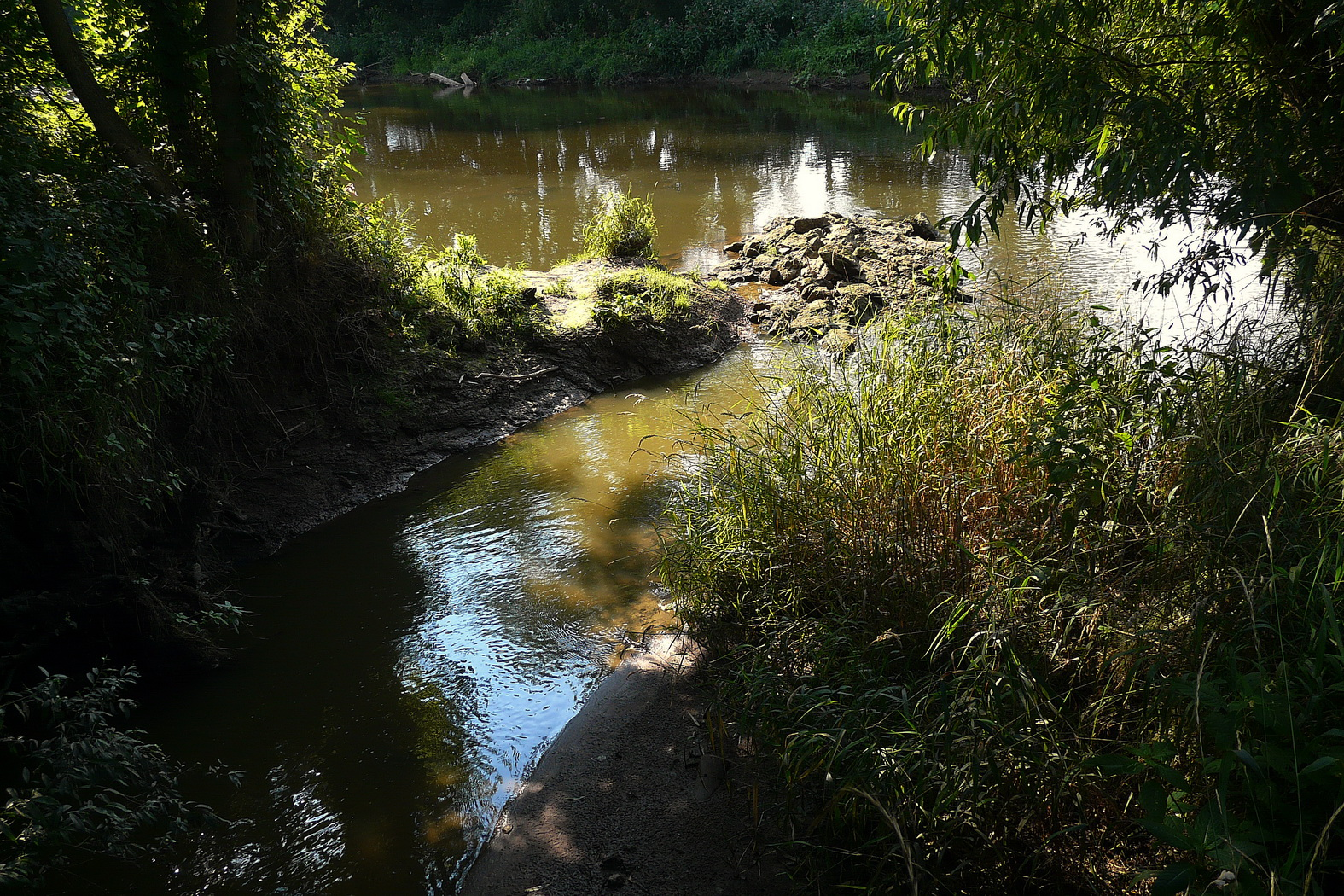
Soutok Žehrovky s Jizerou

Za Mladějovem vtéká říčka do výrazně zaříznutého úzkého údolí se svahy šířeji zalesněnými, lemovanými pískovcovými skalami a brázděnými bočními údolími. První rybník v tomto údolí je Dolský rybník (či Doly), ve kterém přijímá z obou stran poměrně dlouhé přítoky. Za rybníkem vstupuje tok do přírodní rezervace Podtrosecká údolí a napájí dlouhý rybník Nebákov (či Nebák). Další rybník v pořadí je Podsemínský s bývalým mlýnem a historickým mostem. Poté zprava přijímá svůj nejvýznamnější přítok, Jordánku, která sama vytváří stejně bohatý biotop s několika rybníky a patří do stejné rezervace. Další úsek dlouhý asi 4,5 km je bez rybníků i přítoků, ale je zde množství bočních pramenů. Při konci přírodní rezervace se údolí začíná rozevírat do široké údolní nivy a od hlavního, avšak regulovaného toku se vlevo odklání vedlejší rameno.

### Dolní tok
Dále Žehrovka přijímá zprava významný přítok, Kacanovský potok. Pak tok chvíli teče západním směrem. Před Skokovami se vedlejší rameno vrací zpět. Brzy na to se ale vlevo odpojuje další vedlejší, ale výraznější rameno zvané Přední Žehrovka. Kolem tohoto větvení přijímá hlavní tok zprava i zleva krátké přítoky a pokračuje na severovýchod. Přední Žehrovka u Žehrova přijímá mokřadní přítok z Žehrovské obory a obtéká ves Žehrov (podle které je pojmenován) ze severní strany. Obě ramena podtékají silnici II/279. Následně opět spojený tok protéká podél podlouhlé obce Žďár. U Žďáru přijímá zprava dva krátké přítoky a u odbočky do Příhraz přitéká významný přítok, Arnoštický potok (též z Žehrovské obory). Poté náhonem napájí Žehrovka největší rybník na svém toku, Žabakor (v přírodní rezervaci Žabakor – významné hnízdiště vodního ptactva), přičemž sama Žehrovka obtéká rybník ze severní strany. Za rybníkem a silnicí silnice II/610, kde opouští Český ráj, přijímá zpět odtok z Žabakoru (i odtok z místních sádek) a podtéká pod dálnicí D10 a železniční tratí 070. Dále se klikatí uvnitř lužního lesíku, přijímá poslední přítok zleva, který předtím napájí rybník v obci Březina a severně od ní se vlévá do Jizery na jejím 67. říčním kilometru.

### Větší přítoky
- levé – Arnoštický potok
- pravé – Jordánka, Kacanovský potok

## Vodní režim
Průměrný průtok v ústí činí 0,50 m³/s.

## Historie

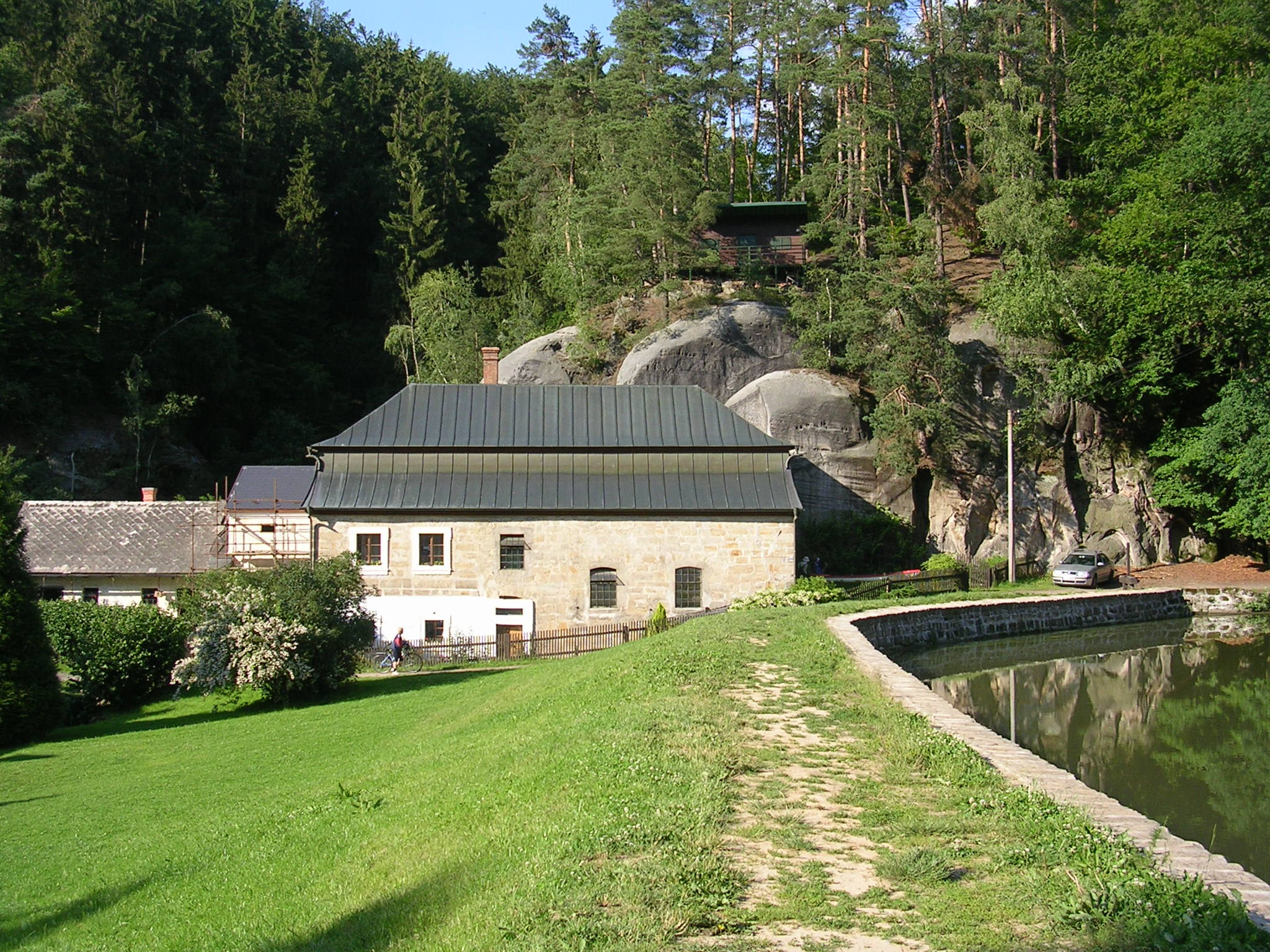
Nebákovský mlýn

V minulosti (16. až 18. století) bývalo na toku Žehrovky mnohem více rybníků než v současnosti. Například na dolním toku byly tři velké rybníky, z nichž se dochoval jen Žabakor. Další tři byly
Žďárský rybník, Žehrovský rybník a Kunčík. Od 18. století byly ale rybníky postupně vysoušeny pro potřeby orné půdy. Dnes jsou na místech většiny někdejších rybníků úrodná pole a louky, po bývalých hrázích vedou silnice.

## Mlýny

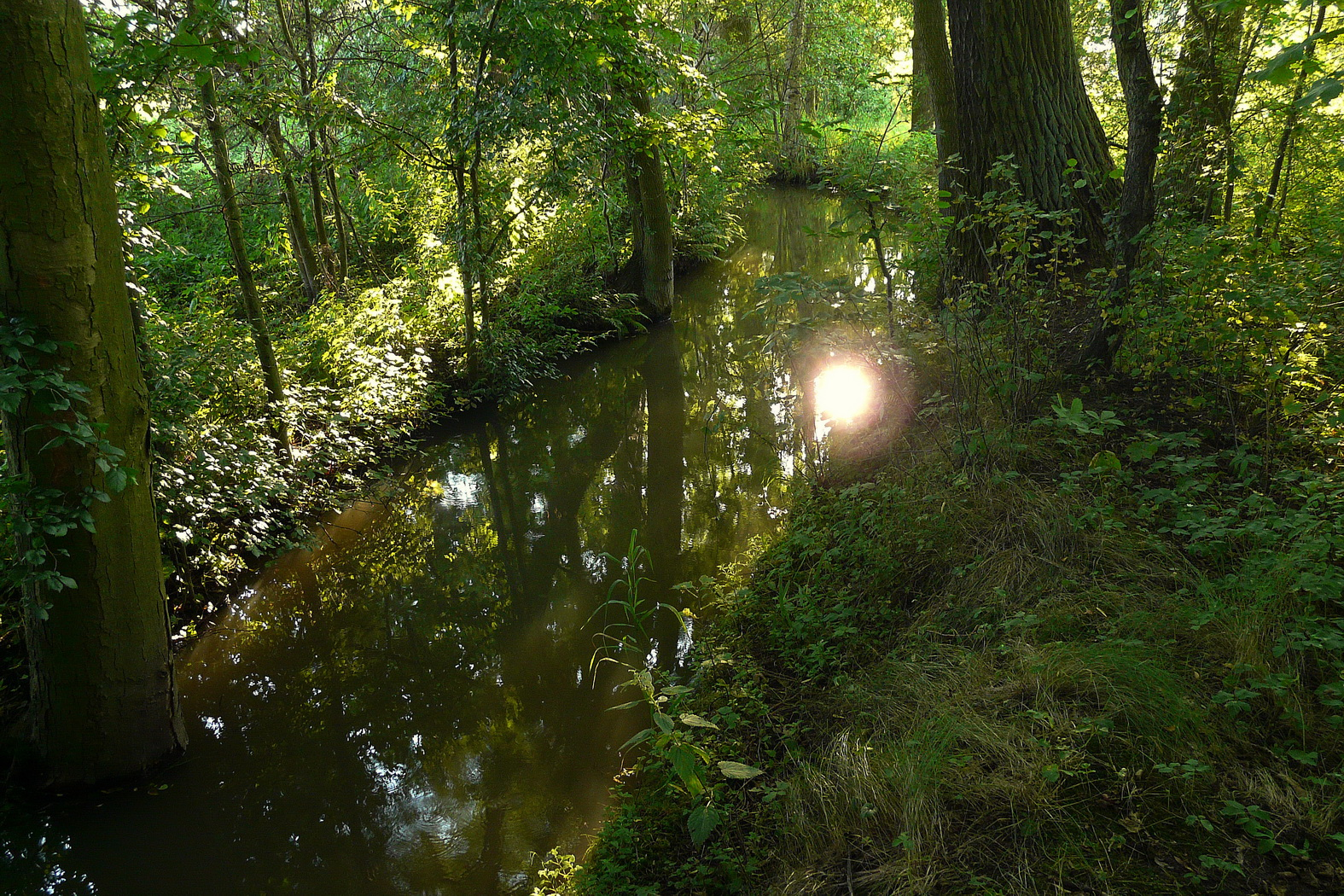
Mlýnský náhon Žehrovky v Mlýnici

Na hrázích rybníků a na mlýnských náhonech v okolí bylo postupně vystavěno více než deset mlýnů. Některé slouží jako historické památky, z některých se dochovaly samotné budovy a některé se do dnešních dní nedochovaly.
- Mlýn na Mladějově zvaný Trnský
- Mlýn pod Pařízkem
- Mlýn na Dolech
- Nebákovský mlýn
- Podsemínský mlýn
- Mlýn u Přibyla
- Pleskotský mlýn
- Podvyskeřský mlýn
- Vysoké Kolo
- Mlýnice
- Žehrovský mlýn